# Muli (Liangshan)
| Tibetische Bezeichnung                                    |
| --------------------------------------------------------- |
| Tibetische Schrift: སྨི་ལི་བོད་རིགས་རང་སྐྱོང་རྫོང                   |
| Wylie-Transliteration: smi li bod rigs rang skyong rdzong |
| Aussprache in IPA: [mili]                                 |
| Offizielle Transkription der VRCh: Muli                   |
| THDL-Transkription: Mili                                  |
| Andere Schreibweisen: Muli                                |
| Chinesische Bezeichnung                                   |
| Traditionell: 木里藏族自治縣                              |
| Vereinfacht: 木里藏族自治县                               |
| Pinyin:Mùlǐ Zàngzú zìzhìxiàn                              |

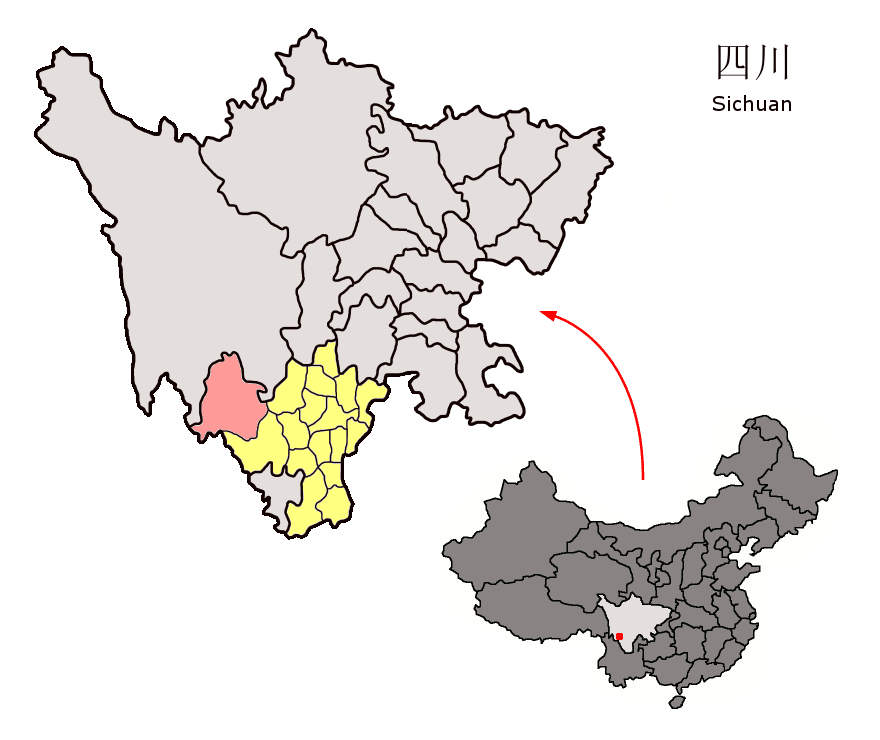
Lage des Kreises Muli (rosa) im Bezirk Liangshan (gelb) in der Provinz Sichuan

Der autonome Kreis Muli der Tibeter liegt im autonomen Bezirk Liangshan der Yi, in der chinesischen Provinz Sichuan. Muli hat eine Fläche von 13.200 km² und 122.944 Einwohner (Stand: Zensus 2020). Sein Verwaltungssitz (Hauptort) ist die Großgemeinde Qiaowa.

## Administrative Gliederung
Auf Gemeindeebene setzt sich Muli aus einer Großgemeinde, dreiundzwanzig Gemeinden und fünf Nationalitätengemeinden zusammen:
- Großgemeinde Qiaowa (乔瓦镇);
- Großgemeinde Wachang (瓦厂镇), ehemals Gemeinde Tarba (桃巴乡);
- Großgemeinde Chabulang (茶布朗镇);
- Großgemeinde Yalongjiang (雅砻江镇), ehemals Gemeinde Migdoirang (麦地龙乡);
- Gemeinde Baisi (麦日乡);
- Gemeinde Boikü (博科乡);
- Gemeinde Bo'og (博窝乡);
- Gemeinde Donglang (东朗乡);
- Gemeinde Dongzi (东子乡);
- Gemeinde Housuo (后所乡);
- Gemeinde Kala (卡拉乡);
- Gemeinde Ke'er (克尔乡);
- Gemeinde Liwa (列瓦乡);
- Gemeinde Liziping (李子坪乡);
- Gemeinde Luobo (倮波乡);
- Gemeinde Maoniuping (牦牛坪乡);
- Gemeinde Ninglang (宁郎乡);
- Gemeinde Sakayag (三桷垭乡);
- Gemeinde Shawan (沙湾乡);
- Gemeinde Tangyang (唐央乡);
- Gemeinde Xiaomaidi (下麦地乡);
- Gemeinde Xiqiu (西秋乡);
- Gemeinde Xolo (水洛乡);
- Gemeinde Yazu (芽祖乡);
- Gemeinde Yiji (依吉乡);
- Gemeinde Eya der Naxi (俄亚纳西族乡);
- Gemeinde Baidiao der Miao (白碉苗族乡);
- Gemeinde Guzeng der Miao (固增苗族乡);
- Gemeinde Wujiao der Mongolen (屋脚蒙古族乡);
- Gemeinde Xiangjiao der Mongolen (项脚蒙古族乡).

## Ethnische Gliederung der Bevölkerung Mulis (2000)
Beim Zensus im Jahr 2000 wurden in Muli 124.462 Einwohner gezählt (Bevölkerungsdichte 9,39 Einwohner/km²).
| Name des Volkes | Einwohner | Anteil  |
| --------------- | --------- | ------- |
| Tibeter         | 40.312    | 32,39 % |
| Yi              | 34.489    | 27,71 % |
| Han             | 27.199    | 21,85 % |
| Miao            | 8.371     | 6,73 %  |
| Mongolen        | 8.035     | 6,46 %  |
| Naxi            | 4.317     | 3,47 %  |
| Bouyei          | 988       | 0,79 %  |
| Zhuang          | 403       | 0,32 %  |
| Lisu            | 124       | 0,1 %   |
| Hui             | 91        | 0,07 %  |
| Bai             | 91        | 0,07 %  |
| Mandschu        | 15        | 0,01 %  |
| Sonstige        | 27        | 0,02 %  |